# 弱光吻鯒
弱光吻鯒，為輻鰭魚綱鮋形目牛尾魚科的其中一種。分布於東印度洋區的澳洲南部海域，為特有種，屬底棲性魚類，背鰭硬棘8枚；背枚軟條12枚；臀鰭軟條12枚，體長可達29.2公分，喜砂泥質海底，以小魚、甲殼類為食。